# Game4Ukraine
Game4Ukraine — благодійний футбольний матч, який відбувся 5 серпня 2023 року, щоб зібрати гроші для ініціативи United24, збору коштів для допомоги у відбудові українських об’єктів та інфраструктури, які постраждали від російського вторгнення в Україну. Гра відбудеться на «Стемфорд Брідж», домашньому стадіоні футбольного клубу «Челсі».
Матч транслюватиметься в прямому ефірі на SkyMax, Megogo

## Команди
Українські футболісти Олександр Зінченко та Андрій Шевченко збираються виступити в матчі як капітани команд «Команди Зінченка» та «Команди Шевченка» відповідно, і кожен зіграє у жовто-синій формі, разом з іншими гравцями та знаменитостями. На заході будуть присутні такі артисти, як Мелані Чисголм, The Pretenders, Піт Доерті, Алеша Діксон, Том Вокер, та Святослав Вакарчук.

### Синя команда
Склад "синіх" під керівництвом тренера жіночої команди "Челсі" Емми Хейз:
голкіпери – Діда, Петро Чех, Жуліо Сезар, Карлі Телфорд та Карло Кудічіні;
захисники – Фабіо Каннаваро, Жерар Піке, Крістіан Пануччі, Массімо Оддо та Вільям Галлас;
півзахисники – Кларенс Зеєдорф, Мікаель Есьєн, Клод Макелеле, Михайло Мудрик, Сержіньо, Клер Раферті та Джо Коул;
нападники – капітан Андрій Шевченко, його партнер із нападу на "Динамо" та збірної Сергій Ребров, Самуель Етоо, Джанфранко Дзола, Джермейн Дефо, Шота Арвеладзе, Лука Тоні та Джиммі-Флойд Хассельбайнк.
Окрім професійних футболістів були присутні селебріті: зірка серіалу "Тед Лассо" Тохіб Джімо, британський комік Рассел Говард, актори Арчі Рено та Ральф Літтл, а також музиканти Джеймс Артур та Челсі Граймс.

### Жовта команда
Тренер жовтої команди – легендарний наставник "Арсеналу" Арсен Венгер
голкіпери - Йєнс Леманн, Девід Джеймс;
захисники – Бакарі Санья, Олег Лужний, Антоніо Валенсія, Даріо Срна, Пер Мертезакер, Мікаель Сільвестр, Вес Морган, Джолеон Лескотт, Мартін Шкртел, Йон Арне Ріісе, Гаель Кліші;
півзахисники – капітан Олександр Зінченко, Робер Пірес, Джек Вілшир, Чарлі Адам, Марк Нобл, Євген Коноплянка, Кеті Чепмен, Джесіка Уртадо, Рейчел Енкі;
Нападники – Євген Левченко та Якубу Аєгбені.
У селебриті-складі "жовтих" виходили: зірка "Теда Лассо" Філ Данстер, актор Гіро Файнс-Тіфін, співак Том Греннан та телеведучий Роман Кемпф.

## Мета матчу
Мета Game4Ukraine — зібрати кошти для відбудови Михайло-Коцюбинського ліцею в Чернігівській області.

4 березня 2022 року цей заклад обстріляли російські війська. Ракета пройшла крізь другий і перший поверхи. На щастя, люди, які знайшли прихисток в укритті, не постраждали. Проте від самої будівлі мало що залишилося.
«Зателефонували зі школи, що було пряме влучання. Я зразу побіг туди. Усе в пилюці, склі, люди тікають. Відчував усе одразу: жаль, сум, злість. Я навчався в цій школі, тут починав працювати та став директором. Як таке могло статися?» — говорить директор Михайло-Коцюбинського ліцею Микола Шпак.